# Nakina Air Service
Nakina Air Service Ltd., действующая как Nakina Air Service — небольшная чартерная авиакомпания со штаб-квартирой в городе Гринстоун, провинция Онтарио, Канада.

## Флот
По состоянию на декабрь 2009 года воздушный флот авиакомпании Nakina Air Service составляли следующие самолёты: